# Veľké Držkovce
Veľké Držkovce jsou obec na Slovensku v okrese Bánovce nad Bebravou.
Leží v nadmořské výšce 243 metrů. Obec vznikla v roce 1976 sloučením tří vesnic - Dolních Držkovec, Horních Držkovec a Čuklasovec. Žije zde 680 obyvatel. První písemná zmínka o obci pochází z roku 1400.

## Osobnosti
- Karol Kmeťko, slovenský římskokatolický hodnostář a československý politik, se narodil ve Veľkých Držkovcích v roce 1875.
- Mikuláš Dohnány, slovenský romantický spisovatel a dramatik, štúrovec